# Синайски молитвеник
Синайският молитвеник (на латински: Euchologium Sinaiticum) e глаголически ръкопис от ΧΙ век. Известен е и като Синайски евхологий, Синайски служебник или Синайски требник.

## Сведения за ръкописа
Молитвеникът е загубил много коли (тетради) в началото и края; липсват страници и от средата му. Състои се от 138 (106+28+4) пергаментови листа и представлява остатък от по-голям ръкопис, наброявал приблизително 300 листа.
Съдържа откъслеци от Литургиите на св. Йоан Златоуст и св. Василий Велики, молитви от денонощния богослужебен цикъл, молитви за различни случаи („при садене на лозе“, „за спиране кръвотечение при рана“, „над стадо“ и други), църковни служби (треби) („Обред над замърсен кладенец“, „Чин на изповедта“, „Чин за монашески подстриг“) и църковно-правния сборник „Заповеди на светите отци“. Според проучванията от последно време някои от тези текстове са преведени не от гръцки, а от латински или може би от старовисоконемски.
Молитвеникът вероятно е писан в българските земи. Основната част от него се намира сега в манастира „Света Екатерина“ на планината Синай (сигнатури Sinait. Slav. 37 и Sinait. Slav. 1/N). Четири листа се пазят в Санкт Петербург: в библиотеката на Руската академия на науките (сигнатура 24.4.8, фонд И. И. Срезневского) и в Руската национална библиотека (сигнатури Глаг. 2 и Глаг. 3).

## Издания
- Euchologium: glagolski spomenik manastira Sinai brda (ed L. Geitler). Zagreb, 1882.
- Euchologium Sinaiticum: Texte slave avec les sources grecques et traduction française (ed. J. Fraček). T.1-2. Paris, 1933-1939 [= Patrologia Orientalis, 24 – 25]
- Euchologium Sinaiticum: Starocerkveno-slovenski glagolski spomenik (ed. Rajko Nahtigal). T.1. Fotografski posnetek. T.2. Tekst s komentarjem. Ljubljana, 1941-1942
- Slonski, S. Index verborum do Euchologium Sinaiticum. Warszawa, 1934 [речник по изданието на Гайтлер (Geitler) от 1882 г.]
- Tarnianidis, I. The Slavonic Manuscripts Discovered in 1975 at St. Catherine's Monastery on Mount Sinai. Thessaloniki, 1988, 65-87, 185-190, 219-247 [описание и фотографии на откритите през 1975 г. 28 листа от ръкописа, Sinait. Slav. 1/N]
- Пенкова, П. Речник-индекс на Синайския евхологий по изданието на Р. Нахтигал. С., 2008

## Изследвания
- Ševčenko, I. Report on the Glagolitic Fragments (of the Euchologium Sinaiticum ?) Discovered on Sinai in 1975 and Some Thoughts on the Models for the Make-up of the Earliest Glagolitic Manuscripts. – Harvard Ukrainian Studies, 6, 1982, 119-151
- Костова, К. Ритмични схеми в Синайския евхологий. – Кирило-Методиевски студии, 8, 1991, 121-138
- Bakker, M. The New Testament Lections in the Euchologium Sinaiticum. – Полата кънигописьная, 25/26, 1994, 120-169
- Parenti, S. L'eucologio slavo del Sinai nella storia dell'eucologio bizantino. Roma, 1997
- Иванова-Мавродинова, В., Мавродинова, Л. Украсата на старобългарските ръкописи до края на XI век. – Кирило-Методиевски студии, 12, 1999, 26-33
- Arranz, Μ. La tradition liturgique de Constantinople au IXe siècle et l'Euchologe Slave du Sinaï. – Studi sull'Oriente Cristiano, 4, 2000, no. 2, 41-110
- Дидди, К. Euchologium Sinaiticum 59a10 члскыѩ пьтицѧ. Oб одном загадочном чтении в молитве св. Трифону. – Старобългаристика, 35, 2011, № 2, 3-13
- Йовчева, М. Още веднъж за химнографските текстове в Синайския евхологий. – В: Погребението и смъртта в юдео-християнската традиция. С., 2011, 232-241
- Тончева, Хр. Старобългарските Молитви за всяка потреба в развоя на славянската ръкописна книжнина (до края на ХIX век). Пловдив, 2000
- Тончева, Хр. Развой на старобългарските Чинопоследования за встъпване в монашество през Х – ХVIII век. Коментар и текстове. Пловдив, 2005
- Тончева, Хр. Чин на Свето Богоявление. Текстология и редакции. Пловдив, 2017
- Chromá, M. Ediční a lexikografické zpracování nově nalezené části Euchologia sinajského. – Slavia, 93, 2024, 443–455
- Афанасьева, Т. И. Заметки об издании Синайских глаголических листков. – Slověne, 13, 2024, 204 – 213